# (35213) 1994 RF25
1994 أر أف 25 (ويعرف أيضًا باسم (35213) 1994 أر أف 25 وفق تسمية الكوكب الصغير) (بالإنجليزية: 1994 RF25)‏ هو كويكب ضمن حزام الكويكبات؛ وترتيبه 35213 من حيث الاكتشاف.
اكتُشف هذا الجُرم الفلكي بواسطة برنامج شميدت للكويكبات في بكين في 12 سبتمبر 1994.

## وصلات خارجية
- (35213) 1994 RF25 في قاعدة بيانات مختبر الدفع النفاث لأجرام النظام الشمسي الصغيرة

- الاكتشاف · مخطط المدار ·  العناصر المدارية · المعلمات المادية

- (35213) 1994 RF25 على موقع ويكي سكاي: DSS2, SDSS, GALEX, IRAS, Hydrogen α, X-Ray, Astrophoto, Sky Map, Articles and images